# Волго-Сарпинская равнина
Волго-Сарпинская равнина — равнина на юге Европейской части России. Составная часть Сарпинской низменности, которая в свою очередь является северо-западной частью Прикаспийской низменности. Равнина разделяет Сарпинско-Даванску ложбину и Волго-Ахтубинскую пойму. На юге плавно переходит в Чёрные земли.

## Геоморфология
Равнина выполняет роль Волго-Сарпинского водораздела. Равнина приурочена к Волго-Сарпинской антиклинали. Имеет слабый наклон к югу. Абсолютные высоты снижаются от 50-30 метров над уровнем моря на севере до 0 метров на юге. Доминируют волнисто-равнинные урочища. Широко распространены блюдцеобразные понижения — западины. К бессточным замкнутым впадинам приурочены лиманы и ложбинам периодического стока. К правому берегу Волги выходят урочища балок и прибрежных оврагов.

## Почвы
Равнина преимущественно сложена глинистыми и суглинистыми отложениями. Увлажнение скудное и неравномерное. Территория слабо дренирована, почвы сильно засолены. Минерализация подземных вод местами достигает 13-15 г/л. В этих условиях формируются светлокаштановые почвы в комплексе с солонцами и лугово-каштановыми в понижениях. Южная часть равнины сложена суглинками, песками, супесями и глинами. Для неё характерные бурые полупустынные почвы. В депрессиях почвы лугово-степные, в значительной степени опреснённые.

## Растительность
Растительный покров равнины слагает белополынно-типчаково-ковылковая опустыненная степь. На этом фоне представлены фрагменты бело-чернополынной и камфоросно-чернополынной пустыни, настоящих и сухих степей. К лиманам приурочены пырейно-разнотравные луга на светло-каштановых и лугово-бурых почвах.

## Хозяйственное использование
На Волго-Сарпинской равнине развито пастбищное животноводство с преобладанием тонкорунного овцеводства.